# Casa da Música
La Casa da Música è la principale sala da concerto della città di Porto in Portogallo.
È la sede istituzionale di tre differenti orchestre portuensi: Orquestra Nacional do Porto, Orquestra Barroca e Remix Ensemble.

## Costruzione
Casa da Música è stata costruita in occasione della candidatura della città di Porto come Capitale Europea della Cultura per l'anno 2001, in un lotto affacciato sulla centrale Praça Mouzinho de Albuquerque conosciuta come Rotunda da Boavista, in cui originariamente si trovava un deposito mezzi della compagnia di trasporti pubblici della Sociedade de Transportes Colectivos do Porto. Il costo iniziale della costruzione ammontava a circa 33 milioni di euro, cifra che a lavori ultimati a lievitò a 111,2 milioni di euro.
La fase iniziale vide il bando nel 1999 di un concorso internazionale ad inviti da parte del Ministero della Cultura Portoghese, per la progettazione di un auditorium che potesse essere un nuovo fulcro di riqualificazione urbana e sociale. Per la fase progettuale furono invitati i migliori architetti della scena internazionale tra cui Zaha Hadid, Rafael Moneo, Rem Koolhaas, Herzog & de Meuron, Dominique Perrault, Toyo Ito, Rafael Viñoly. Su un totale di 26 candidature, il progetto vincitore, si rivelò quello dello studio Office for Metropolitan Architecture di Rem Koolhaas, per via della soluzione che permetteva un ottimo bilanciamento e adattamento dello spazio interno con quello esterno, una forma singolare ed un coerente uso dei materiali con il contesto portoghese.
Nel 1999 partirono i lavori di costruzione con l'intento di terminare l'opera per l'anno 2001, ma causa numerosi rallentamenti, l'edificio fu ultimato e inaugurato nel 2005.
La progettazione architettonica è stata affidata allo studio OMA, mentre la progettazione strutturale ed impiantistica ad ARUP e AFassociados.

## Architettura
Per l'elaborazione dell'idea progettuale, Rem Koolhaas, recupera un progetto del 1998, la casa "Y2K", uno studio portato solo a livello concettuale per un'abitazione privata a Rotterdam. Il concept di partenza è quindi strettamente collegato alla forma dell'edificio, di cui è stata completamente rivisitata la funzione e la dimensione. L'edificio si presenta isolato, al centro di uno slargo. Il piano strada in travertino completamente pedonale si deforma innalzandosi in prossimità di Avenida de Boavista e Rua 5 de Outubro producendo degli spazi interni per negozi o per accessi ai piani interrati.
La costruzione perciò appare in un primo momento slegata dal contesto, ma riacquista un dialogo con il circostante dal momento che le numerose operazioni di svuotamento del volume vengono fatte in funzione di alcune direzioni dominanti. Già negli elaborati di concorso si è evidenziato come la sala orchestrale principale, Sala Suggia, sia in realtà orientata precisamente verso la direzione della Rotunda da Boavista, inquadrando esattamente il Monumento "aos Heróis da Guerra Peninsular" nel centro della Rotonda.
Elevandosi per otto piani sul livello della strada e per tre piani interrati, l'edificio raggiunge in sommità un'altezza di circa 40 m sostenuto da robuste pareti in calcestruzzo armato bianco di circa 40 cm di spessore che ne costituiscono, a guscio, l'involucro esterno. Internamente la struttura è concepita con un sistema strutturale ibrido, che vede in primo luogo una struttura portante in calcestruzzo armato che dalle fondazioni percorre verticalmente l'edificio fino alla Sala Suggia ed in secondo luogo una struttura reticolare in acciaio che, poggiata sui setti in calcestruzzo, si articola sino al tetto. La complessità della struttura è legata indubbiamente alla forma singolare dell'edificio, da cui ne deriva anche un'articolata composizione in pianta.
Mentre al piano terra sono posizionati dei laboratori musicali, una sala studio e un'area ristoro, dalla piazza si accede verso la parte principale dell'edificio tramite una lunga scalinata in alluminio e vetro che permette l'ingresso all'interno di un foyer. Il foyer si sviluppa verticalmente per tutta l'altezza dell'edificio fino a raggiungere il tetto e il Terrazzo Vip. Questo spazio è caratterizzato oltre al calcestruzzo strutturale facciavista, da elementi longilinei strutturali che "infilzano" letteralmente lo spazio come degli spilli. Oltre ai numerosissimi spazi accessori e di servizio, si possono evidenziare quelli che sono gli spazi interni caratterizzanti.

## Ambienti

### Sala Suggia

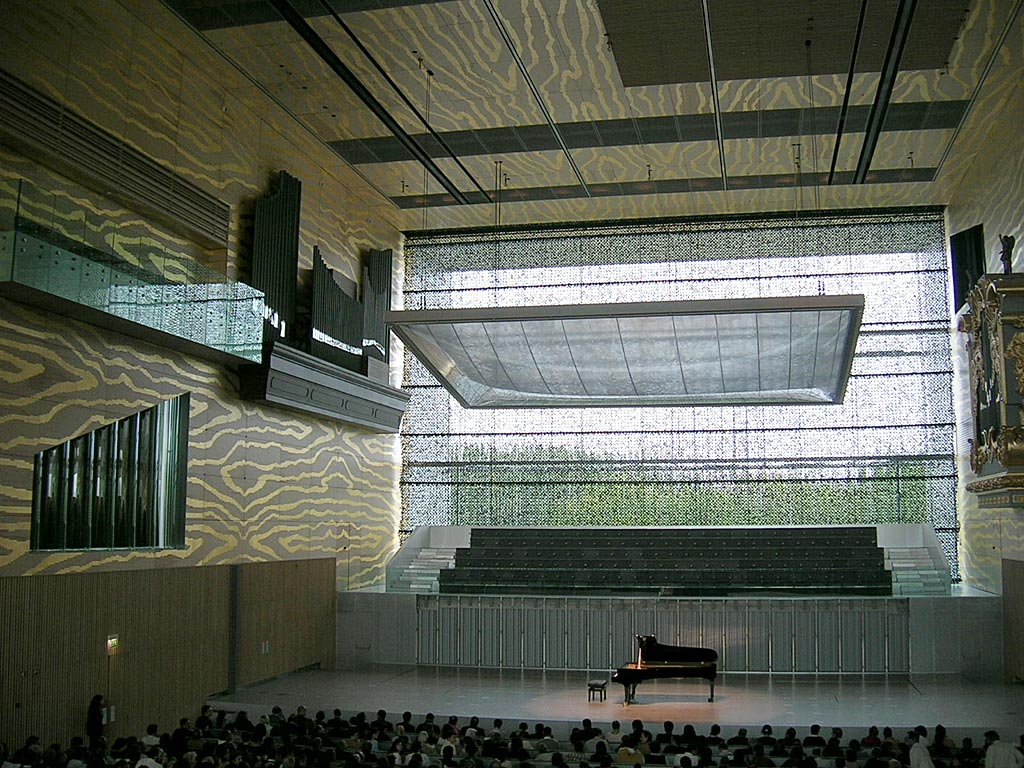
L'interno della Sala Suggia

Rappresenta la sala da concerto principale oltre allo spazio più consistente presente all'interno dell'edificio. Dedicata alla violoncellista portoghese Guilhermina Suggia, ha una capienza di 1238 spettatori. Si sviluppa longitudinalmente seguendo il principio della shoe-box ed in forma rettangolare per tutta la lunghezza dell'edificio aprendo due enormi vetrate nei lati corti ad est verso Rotunda de Boavista che ad ovest. Le vetrate sono costituite da caratteristici vetri sagomati ad S che permettono un ottimo isolamento termico ed acustico ed una perfetta illuminazione tramite la luce naturale.
La sala è caratterizzata da numerosi affacci laterali nei lati lunghi comunicanti con alcune sale adiacenti, permettendo la visione dello spettacolo da diversi punti di vista e diverse altezze. Il tocco caratteristico principale è dato dalla livrea lignea che riveste le pareti laterali e, scorrendo per tutta la larghezza della sala, contiene numerose striature dorate. Tutti gli elementi spaziali accessori e di servizio sono collocati al di sopra del livello del solaio superiore da cui vengono calate le attrezzature per la diffusione o l'illuminazione artificiale, liberando il proscenio di tutti gli spazi del retroscena, permettendo così la sistemazione delle sedute per il pubblico da entrambe le parti del palco.
L'acustica eccellente è dovuta anche al fatto che tutti i materiali utilizzati sono stati scelti in funzione di essa. I vetri curvati a S si sono rivelati particolarmente utili per la compensazione e divergenza delle onde sonore.

### Sala 2
La Sala 2 è la seconda più grande sala da concerto della Casa da Musica, solitamente destinata ad eventi polivalenti e di carattere più generale, contiene 300 posti a sedere. Anch'essa di forma rettangolare si sviluppa incidente alla Sala Suggia con cui comunica fisicamente per mezzo di una grande vetrata anch'essa con vetri sagomati ad S che permette l'ingresso della luce diurna che illumina Sala Suggia. Si differenzia per stile dalla sala principale in quanto presenta un design più informale, le pareti sono rivestite in pannelli perforati rosso rubino, mentre le sedute sono un chiaro omaggio al designer portoghese Daciano da Costa.

### Cibermusica
Dedicata all'istruzione e ai laboratori musicali, si trova al 4º piano, è rivestita per un lato tramite pannelli in schiuma poliuretanica verde rubino con il classico motivo piramidale comune in molte sale di registrazione e da calcestruzzo armato bianco per l'altro. Comunica con l'esterno tramite una grande vetrata che affaccia sulla piazza e nel lato opposto con Sala Suggia.

### Sala Vip
Sala Vip rappresenta uno degli spazi più caratteristici all'interno del complesso. Fu creata come una sorta di stanza simbolo, uno spazio formale e istituzionale nella quale rappresentare la cultura portoghese. Rappresenta il tentativo di creare un ponte fra la cultura portoghese e olandese (Rotterdam è stata Capitale Europea della cultura nel 2001 insieme a Porto e Rem Koolhaas è di Rotterdam). Per questo proposito è stato deciso un rivestimento di azulejos che potesse esprimere appieno la cultura portoghese, fabbricate in una sorta di gemellaggio da ceramisti olandesi e portoghesi che ripercorre la storia della città di Porto dall'inizio del XVI alla fine del XVII secolo.

### Terrazzo Vip
Terrazzo Vip costituisce la parte sovrastante la Sala 2, inizialmente pensato come spazio tecnico Rem Koolhas in fase di progetto volle rendere questo ambiente aperto al pubblico. Costituisce uno spazio relativamente aperto, teoricamente senza nessuna destinazione funzionale precisa. L'acustica inadeguata non permette all'interno nessuna tipologia di esecuzione musicale. È illuminata per mezzo ampio lucernaio presente sul tetto ed espone attualmente una collezione di ceramiche indonesiane.

### Ristorante e terrazzo
Il Ristorante Casa Da Musica si trova all'ultimo piano dell'edificio e permette l'uscita verso l'esterno accedendo nell'unica terrazza che l'edificio ospita sul tetto.